# صداباز
صداباز شخصی است که مشتاق بازتولید صدایی با کیفیت بالا است. یک صداباز به دنبال بازتولید صدای اجرای زنده موسیقی است، معمولاً در اتاقی با آکوستیک خوب. به‌طور گسترده توافق‌شده‌است که رسیدن به این هدف بسیار دشوار است و حتی بهترین سامانه‌های ضبط و پخش نیز به ندرت به آن دست می‌یابند.
طرزفکر صداباز ممکن است در تمام مراحل بازتولید موسیقی اعمال شوند: ضبط صوتی اولیه، فرایند تولید، و پخش، که معمولاً در یک محیط خانگی است. به‌طور کلی، ارزش‌های یک صداباز در تضاد با محبوبیت روزافزون موسیقی راحت‌تر اما با کیفیت پایین‌تر، به‌ویژه انواع فایل‌های دیجیتالی با اتلاف مانند MP3، خدمات پخش با کیفیت پایین‌تر و هدفون‌های ارزان‌قیمت است.
اصطلاح صدای رده-بالا به تجهیزات پخشی گفته می‌شود که توسط صدابازان استفاده می‌شود و ممکن است از فروشگاه‌ها و وب‌سایت‌های تخصصی خریداری شود. اجزای رده-بالا عبارتند از گرامافون‌ها، مبدل‌های دیجیتال به آنالوگ، دستگاه‌های برابرسازی، پیش‌تقویت‌کننده‌ها و تقویت‌کننده‌ها (هم حالت-جامد و هم لامپی)، بلندگوها (شامل شیپوری، بلندگوهای الکترواستاتیک و مغناطواستاتیک)، نرم‌گر برق، ساب‌ووفر، هدفون و صداگیر اتاق‌های آکوستیک علاوه بر دستگاه‌های اصلاح اتاق.
اگرچه بسیاری از فنون‌های صداباز مبتنی‌بر معیارهای عینی هستند که می‌توان با استفاده از فنون‌هایی مانند آزمایش ای‌بی‌ایکس تأیید کرد، کیفیت صدای درک‌شده لزوماً ذهنی است، که منجر به برخی از فنون‌های بحث‌برانگیز صداباز می‌شود که مبتنی‌بر اصول شبه‌علمی، جادویی یا فراهنجار هستند.